# Aztarac
Aztarac es un juego de arcade de disparos con gráficos vectoriales que fue lanzado por Centuri en 1983. Fue desarrollado por Tim Stryker.

## Resumen
El jugador es el comandante de una raza intergaláctica de humanos mutantes. Su modo de transporte es un tanque y su torreta se controla de forma independiente. Esto permite que el jugador se mueva en una dirección mientras dispara en otra. Su misión es proteger varios puestos de avanzada espaciales de las hordas de naves enemigas entrantes. Cada nivel tendrá varios puestos de avanzada, todos agrupados en el centro. Si una nave enemiga toca un puesto de avanzada, es destruido. El jugador puede activar un escáner de largo alcance usando un segundo botón. Esto permite que el jugador localice a los enemigos antes de que se acerquen, lo que le permite al jugador retirarse del juego. Esto acaba con la vida de la plataforma de juego del jugador. 

## Puntuación más alta
Dennis Bartlett de Iowa, EE. UU., Obtuvo un récord mundial de 142,390 puntos en Aztarac el 11 de febrero de 1984.